# 1562
| [ Edytuj tabelę ]              | |
| Król Polski                    | - 1530 Zygmunt II August 1572 |
| Współksiążęta Andory           | - 1561 Pere de Castellet 1571 - 1555 Joanna d’Albret 1572 - 1555 Antoni Burbon 1562                                                                                         |
| Król Anglii                    | - 1558 Elżbieta I 1603 |
| Elektor Brandenburgii          | - 1535 Joachim II Hektor 1571 |
| Książę Bawarii                 | - 1550 Albrecht V 1579 |
| Sułtan Brunei                  | - 1521 Abdul Kahar 1575 |
| Cesarz Chin                    | - 1521 Jiajing 1566 |
| Król Czech                     | - 1526 Ferdynand I Habsburg 1564 |
| Król Danii                     | - 1559 Fryderyk II 1588 |
| Dalajlama                      | - 1543 Sonam Gjaco 1588 |
| Cesarz Etiopii                 | - 1559 Minas 1563 |
| Król Francji                   | - 1560 Karol IX 1574 |
| Król Hiszpanii                 | - 1556 Filip II 1598 |
| Hrabia Holandii                | - 1555 Filip II Habsburg 1572 |
| Stadhouder Holandii            | - 1559 Wilhelm Orański 1567 |
| Szach Iranu                    | - 1524 Tahmasp I 1576 |
| Państwo Wielkich Mogołów       | - 1556 Akbar 1605 |
| Władca Inków                   | - 1558 Titu Cusi Yupanqui 1571 |
| Król Irlandii                  | - 1558 Elżbieta I Tudor 1570 |
| Cesarz Japonii                 | - 1557 Ōgimachi 1586 |
| Kalif                          | - 1520 Sulejman I 1566 |
| Władca Korei                   | - 1545 Myŏngjong 1567 |
| Książę Kurlandii i Semigalii   | - 1561 Gotthard Kettler 1587 |
| Wielki książę litewski         | - 1530 Zygmunt August 1569 |
| Sułtan Maroka                  | - 1557 Abdullah al-Ghalib 1574 |
| Senior Monako                  | - 1532 Honoriusz I 1581 |
| Król Nawarry                   | - 1555 Joanna d’Albret 1572 |
| Król Norwegii                  | - 1559 Fryderyk II 1588 |
| Sułtan Omanu                   | - 1560 Abd Allah ibn Muhammad 1624 |
| Elektor Palatynatu             | - 1559 Fryderyk III 1576 |
| Papież                         | - 1559 Pius IV 1565 |
| Książę Parmy i Piacenzy        | - 1556 Oktawiusz Farnese 1586 |
| Król Portugalii                | - 1557 Sebastian 1578 |
| Książę w Prusach               | - 1525 Albrecht 1568 |
| Car Rosji                      | - 1547 Iwan IV Groźny 1584 |
| Cesarz Rzymski (niemiecki)     | - 1558 Ferdynand I Habsburg 1564 |
| Kapitanowie Regenci San Marino | - 1561 Francesco di Sebastiano Onofri Francesco di Pier Paolo Martelli 1562 - 1562 Girolamo Giannini Claudio Belluzzi 1562 - 1562 Pier Paolo Bonelli Marc'Antonio Gozi 1563 |
| Elektor Saksonii               | - 1553 August Wettyn 1586 |
| Król Szkocji                   | - 1542 Maria Stuart 1567 |
| Król Szwecji                   | - 1560 Eryk XIV Waza 1568 |
| Król Tajlandii                 | - 1548 Phra Maha Chakkraphat 1568 |
| Sułtan Turków                  | - 1520 Sulejman Wspaniały 1566 |
| Doża Wenecji                   | - 1559 Giorolamo Priuli 1567 |
| Król Węgier                    | - 1526 Ferdynand I 1564 - 1540 Jan II Zygmunt Zápolya 1571 |

Rok 1562 / MDLXII
stulecia: XV wiek ~
XVI wiek ~
XVII wiek

lata: 1552 «
1557 «
1558 «
1559 «
1560 «
1561 «
1562
» 1563
» 1564
» 1565
» 1566
» 1567
» 1572

## Wydarzenia w Polsce
- 5 marca – w Rydze Gotthard Kettler złożył hołd lenny Zygmuntowi II Augustowi.
- 19 sierpnia – wojna litewsko-rosyjska: wojska polskie pod wodzą starosty różańskiego Stanisława Leśniowolskiego pobiły w bitwie pod Newlem wielokrotnie liczniejsze wojska rosyjskie.
- Ustawa o powołaniu wojska kwarcianego.
- Margrabia Jerzy Fryderyk nadał Tarnowskim Górom herb.
- Na sejmie w Piotrkowie Zygmunt II August przystąpił do ruchu egzekucyjnego.
- Brdów w tym roku uzyskał prawa miejskie.

## Wydarzenia na świecie
- 17 stycznia – regentka Katarzyna Medycejska wydała Edykt z Saint-Germain uznający hugenotów we Francji.
- 18 stycznia – rozpoczęła się trzecia sesja obrad soboru trydenckiego, na której stwierdzono konieczność sporządzenia indeksu ksiąg zakazanych.
- 1 marca – doszło do masakry hugenotów w Wassy, co spowodowało wybuch serii wojen religijnych we Francji.
- 9 marca – w Neapolu pod karą śmierci zabroniono pocałunków w miejscach publicznych[1].
- 1 maja – Jean Ribault założył kolonię hugenocką w dzisiejszej Karolinie południowej (wówczas nazywanej również Florydą).
- 12 lipca – biskup Jukatanu Diego de Landa spalił kilkadziesiąt zabytków pisma Majów i kilka tysięcy majańskich wizerunków sakralnych; do naszych czasów przetrwały zaledwie cztery kodeksy.
- 24 listopada – Maksymilian II Habsburg został wybrany we Frankfurcie nad Menem na króla Niemiec.
- 19 grudnia – wojny religijne hugenockie: zwycięstwo wojsk katolickich nad hugenockimi w bitwie pod Dreux.
- Trwały obrady soboru trydenckiego.

## Urodzili się
- 12 stycznia – Karol Emanuel I Wielki, książę Sabaudii (zm. 1630)
- 20 stycznia – Ottavio Rinuccini, florencki poeta, librecista, członek Cameraty Florenckiej (zm. 1621).
- 2 marca – Krzysztof Mikołaj Dorohostajski, marszałek wielki litewski, dowódca wojskowy, poeta (zm. 1615).
- 21 kwietnia – Valerius Herberger, kaznodzieja, teolog luterański (zm. 1627).
- kwiecień – Jan Pieterszoon Sweelinck, holenderski organista, kompozytor i pedagog (zm. 1621).
- 6 maja – Pietro Bernini, włoski rzeźbiarz, ojciec Gianlorenzo Berniniego (zm. 1629).
- 28 maja – Jan Wilhelm, książę Kleve, Jülich i Bergu, hrabia Mark i Ravensbergu, ostatni władca połączonych księstw westfalskich, biskup-elekt Münsteru i administrator tego biskupstwa (zm. 1609)
- 24 czerwca – François de Joyeuse, francuski kardynał, polityk i dyplomata (zm. 1615).
- 21 września – Wincenty I Gonzaga, książę Mantui i Montferratu (zm. 1612).
- 24 września – Herkules I Grimaldi, senior Monako (zm. 1604).
- 4 października – Christian Longomontanus, duński astronom (zm. 1647)
- 19 października – George Abbot, angielski duchowny, arcybiskup Canterbury (zm. 1633)
- 25 listopada – Lope de Vega, komediopisarz hiszpańskiego baroku (zm. 1635)
- 18 grudnia – Philipp Dulichius, kompozytor niemiecki, tworzący na przełomie epok renesansu i baroku (zm. 1631).
- data dzienna nieznana:
  - Jan Pieterszoon Sweelinck, holenderski kompozytor i organista (zm. 1621)
  - Isabella Andreini, aktorka commedii dell’arte i poetka włoska (zm. 1604)
  - John Bull, angielski kompozytor i budowniczy organów (zm. 1628)
  - Bartholomäus Gesius, niemiecki kompozytor, kantor (zm. 1613).
  - Cornelis van Haarlem, holenderski malarz i rysownik (zm. 1638).
  - Feliks Kryski, kanclerz wielki koronny (zm. 1618).
  - Jan Leo, ksiądz katolicki, kanonik dobromiejski (zm. 1635).
  - Maria Wiktoria Fornari Strata, włoska mniszka, założycielka Zgromadzenia Głosicielek Niebiańskich (zm. 1617).
  - Zygmunt Myszkowski, marszałek wielki koronny (zm. 1615).
  - Giovanni Garzia Millini, włoski kardynał (zm. 1629).
  - Adam van Noort, flamandzki malarz, manierysta (zm. 1641).
  - Zofia Smoszewska, bernardynka poznańska, pierwsza przełożona klasztoru klarysek w Bydgoszczy (zm. 1625).

## Zmarli
- 12 stycznia – Jan Przerębski, prymas Polski, podkanclerzy koronny (ur. 1510)
- 18 października – Piotr z Alkantary, hiszpański franciszkanin, mistyk, święty katolicki (ur. 1499)
- 17 listopada – Antoni de Burbon-Vendôme, głowa rodu Burbonów (ur. 1518)
- 6 grudnia – Jan van Scorel, niderlandzki malarz (ur. 1495)